# Docetaksel
Docetaksel je protitumorna učinkovina iz družine taksanov in zavira celično delitev (vpliva na mitozo) ter se uporablja zlasti za zdravljenje raka dojke, jajčnika in nedrobnoceličnega pljučnega raka. Docetaksel je odobren za zdravljenje bolnikov z lokalno napredovalim metastatskim rakom dojke ali nedrobnoceličnim pljučnim rakom in pri katerih zdravljenje z antraciklini ni bilo učinkovito. Dajanje v obliki enourne infuzije enkrat na tri tedne daje boljše izide kot zdravljenje z doksorubicinom, paklitakselom in fluorouracilom. Docetaksel se trži pod zaščitenim imenom Taxotere farmacevtske družbe Sanofi-Aventis. Patent učinkovine bo potekel leta 2010.

## Kemijske lastnosti
Docetaksel je polsintezni analog paklitaksela; slednjega pridobivajo iz vrste tise Taxus brevifolia. Od molekule paklitaksela se razlikuje na dveh mestih; na desetem ogljikovem atomu se nahaja prosta hidroksilna skupina, medtem ko je pri paklitakselu zaestrena z acetatom in namesto benzilamida se na fenilpropionatni stranski verigi nahaja terc-butilkarbamatni ester. Prosta hidroksilna skupina na 10. mestu povzroči boljšo vodotopnost molekule docetaksela.

## Mehanizem delovanja
Docetaksel se povratno in z veliko afiniteto veže na mikrotubule. Posledično se mikrotubuli stabilizirajo in prepreči se njihova depolimerizacija (ki se sicer pojavi v prisotnoti kalcijevih ionov, pri znižani temperaturi ali pri razredčenju). Posledično je motena delitev celice. Zaradi akumulacije stabiliziranih mikrotubulov v celici le-ta podleže apoptozi (programirani celični smrti). Docetaksel izkazuje večjo afiniteto do vezave v rakavih celicah jajčnika in je zato učinkovit pri tej vrsti raka..

## Indikacije
Docetaksel se uporablja pri:
- raku dojke (kot monoterapija ali v kombinaciji z drugimi učinkovinami proti raku);
- nedrobnoceličnem pljučnem raku (kot monoterapija ali v kombinaciji s cisplatinom);
- raku prostate (sočasno s prednizolonom ali prednizonom);
- pri adenokarcinomu želodca – vrsti raka na želodcu, ki vznikne iz žleznega tkiva (sočasno s cisplatinom ali 5-fluorouracilom)[6].